# Simplaleurodes
Simplaleurodes is een geslacht van halfvleugeligen (Hemiptera) uit de familie witte vliegen (Aleyrodidae), onderfamilie Aleyrodinae.
De wetenschappelijke naam van dit geslacht is voor het eerst geldig gepubliceerd door Goux in 1945. De typesoort is Simplaleurodes hemisphaerica.

## Soort
Simplaleurodes omvat de volgende soort:
- Simplaleurodes hemisphaerica Goux, 1945